# Calotta glaciale dell'Antartide orientale

L'Antartide con le principali calotte

La calotta glaciale dell'Antartide orientale (spesso abbreviata in EAIS, dall'inglese "East Antarctic Ice Sheet") è la parte di calotta glaciale continentale che copre la porzione dell'Antartide Orientale. 
Formatasi circa 34 milioni di anni fa, è la più grande dell'intero pianeta, con un volume di 22 milioni di km3, ed è quindi più grande sia della calotta glaciale groenlandese, sia della calotta glaciale dell'Antartide occidentale (WAIS) da cui è separata dai Monti Transantartici. La calotta copre un’area di 9,86 milioni di km2 e il ghiaccio ha uno spessore medio di 2500 m che raggiunge i 4000 m nelle zone più interne. È caratterizzata da catene montuose, come il Nunatak, e da aree costiere prive di ghiaccio. Questa zona è meno soggetta al cambiamento climatico.
Su questa parte di calotta antartica si trovano inoltre: il Polo sud geografico, il Polo Sud Magnetico e la Base Amundsen-Scott. 

## Topografia

### Montagne
La catena dei Monti Transantartici, le cui vette raggiungono un'altezza di 4.000m, divide la calotta glaciale dell'Antartide occidentale da quella orientale. Fra le varie catene montuose sono degne di nota la catena dei monti del Principe Carlo, lunga 480 km e i Monti Gamburtsev, la cui cima più alta è costituita dal monte Argos.

### Laghi
Il lago principale è il lago Vostok, un lago subglaciale. Sono inoltre presenti 379 laghi minori. 

### Valli secche

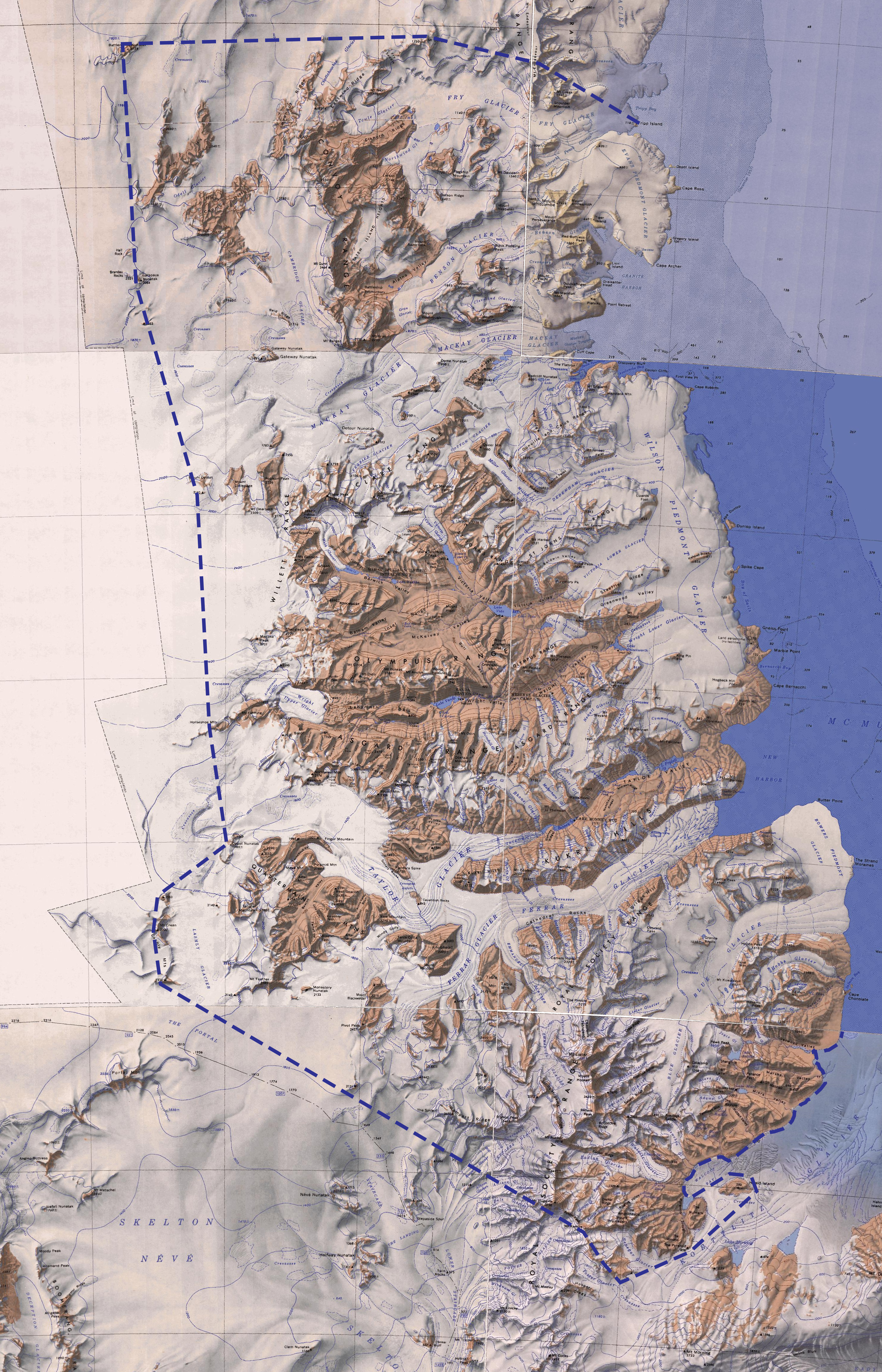
La valli secche dal satellite

Le valli secche sono situate nella zona detta Terra Vittoria meridionale, vicino alla stazione McMurdo. Queste valli sono il luogo privo di ghiaccio più esteso in Antartide e la temperatura media annua è di -19,8°.